# La mujer del filósofo
La mujer del filósofo es un cuento escrito por Benito Pérez Galdós en 1871. Llevaba el novelista 10 años escribiendo cuentos. El cuento se inicia con una reflexión, como no podía ser menos: 

Dos causas determinan, principalmente, el carácter de las personas: las cualidades innatas, o las que nacen y se desarrollan en la naturaleza a consecuencia de la educación y del trato. Son éstas las que, por lo general, enaltecen o rebajan el alma de la mujer, que, más flexible y movediza que su compañero, en goces y desdichas, cede, prontamente, a la influencia exterior, adopta las ideas y los sentimientos que se le imponen, y concluye por no ser sino lo que el hombre quiere que sea.

La mujer aislada, sobre todo en nuestro país, donde la emancipación de tan privilegiado ser no ha pasado de los códigos de alguna asociación extravagante, ofrece bien escasos tipos a la investigación del hombre observador y curioso.

Para explorar con fruto en la muchedumbre femenil, es preciso considerar a la mujer unida, formando, ya la pareja social y siendo un reflejo de las locuras o de las sublimidades del hombre. ¡Y qué singular aspecto ofrecen las cualidades de éste, pasando al través del carácter de su compañera, como pasa la luz, descomponiéndose y alterándose, al través del cristal! Habréis visto, muchas veces, pasearse por la escena del mundo, al avaro, al hipócrita, al mentiroso, y a otros muchos, más o menos raros. Todo esto es muy curioso; pero ¡cuánta mayor extrañeza no ofrecen tales y tan feos o risibles vicios, si encarnados en el alma de un hombre, se proyectan, digámoslo así, como sombras, sobre el alma de una mujer, sin contaminarla! Es de suponer que más de una vez habréis fijado la atención con asombro, en esos seres desdichados que el mundo designa llamándoles la mujer del avaro, la mujer del hipócrita, pobres hembras que en sí no son ni avaras ni hipócritas, pero que, por vivir unidas a quien posee cualquiera de aquellas fealdades morales, se distinguen de las demás de su sexo, y son una especialidad, como otras muchas marcadas, desde el nacer, con indeleble sello. Son el marido mismo, imperfectamente reproducido; son un facsímil incorrecto, una aberración fotográfica, una vislumbre, una caricatura, si se quiere.

## Resumen
El relato cuenta la historia de Doña María de la Cruz Magallón y Valtorres, esposa de un conocido filósofo: el doctor X. Relata el hastío constante que la protagonista del cuento vive, su aborrecimiento del perfeccionismo y de la falsa sabiduría y su anhelo de ignorancia y defensa de la vulgaridad.

## Ediciones
- Benito Pérez Galdós. “La mujer del filósofo”. Viajes y fantasías. Madrid: Renacimiento, 1923.